# Kisofukushima
Kisofukushima (木曽福島町, Kisofukushima-machi) est un ancien bourg du district de Kiso, dans la préfecture de Nagano, au Japon.

## Géographie

### Démographie
En 2003, Kisofukushima comptait une population estimée de 7 971 habitants, répartis sur une superficie totale est de 149,97 km2 (densité de population d'environ 53 hab./km2).

## Histoire
Le 1er novembre 2005, Kisofukushima, a fusionné avec les villages de Mitake, Hiyoshi (en) et Kaida (en) (tous du district de Kiso), pour créer le bourg de Kiso.

## Communication

### Par route
Kisofukushima est accessible par les routes nationales 19 (en) ( Nagoya-Nagano) et 361 (en) (Takayama-Ina).

### Par chemin de fer

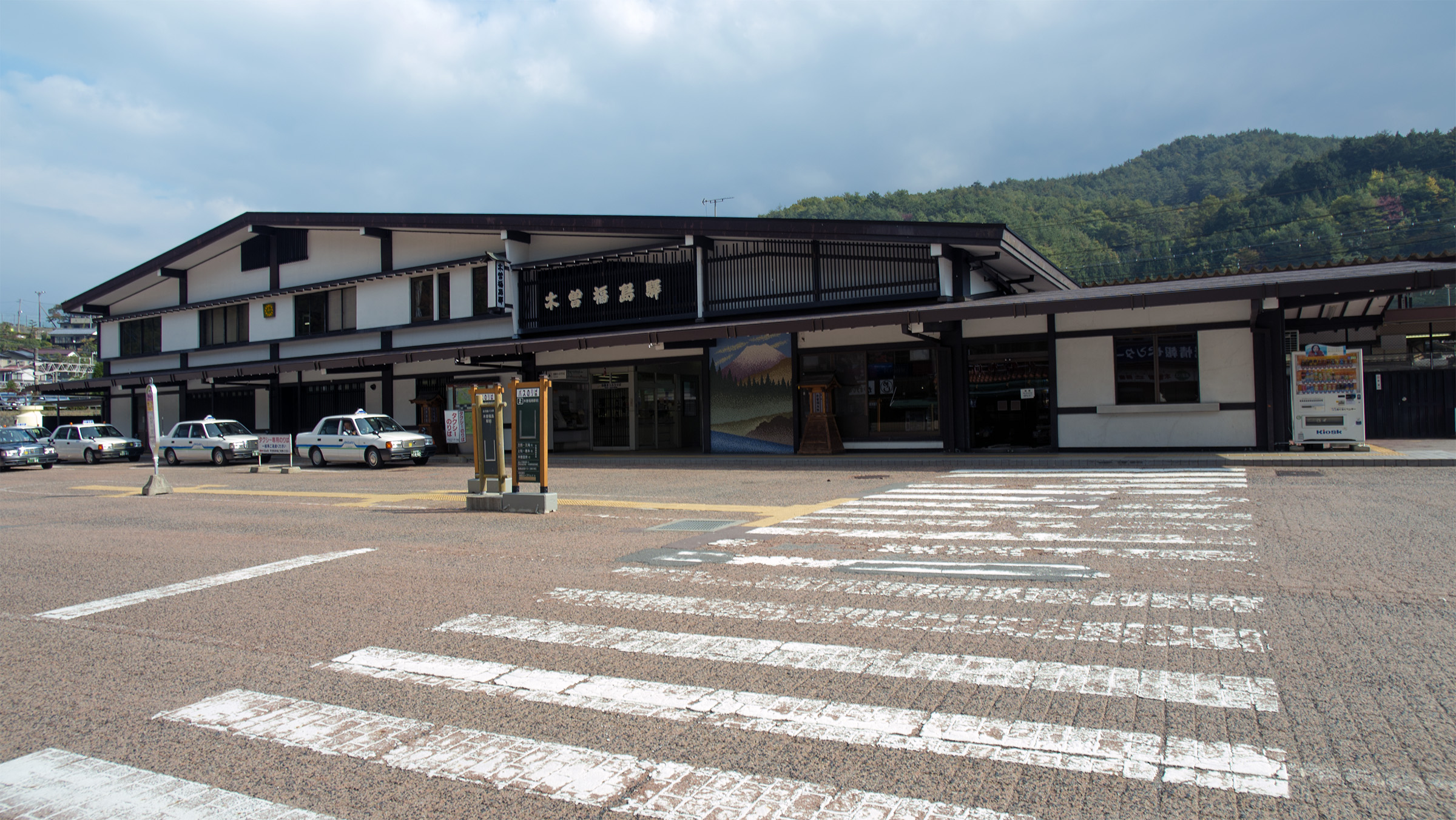
La gare de Kiso-Fukushima des Japan Railways.

Kisofukushima est située sur la ligne Chūō (Tokyo-Nagoya) de la Central Japan Railway Company (groupe JR) et est desservie par la gare de Kiso-Fukushima.

## Culture locale et patrimoine

### Patrimoine architectural
Le Kōzen-ji, édifié en 1434, et son jardin de pierre, le plus vaste du Japon.

## Galerie

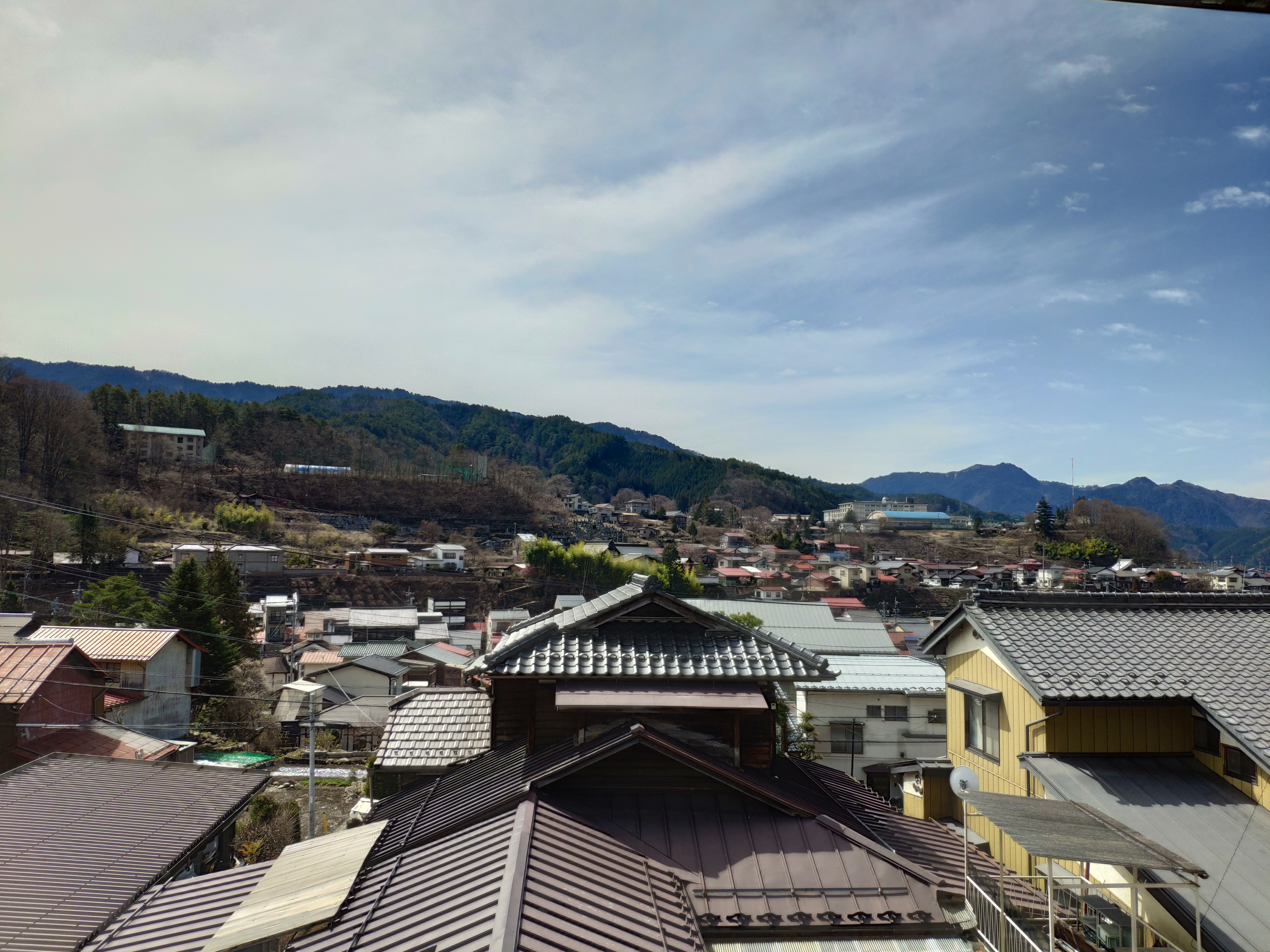
Vue de la ville depuis le temple Chofukuji (長福寺)
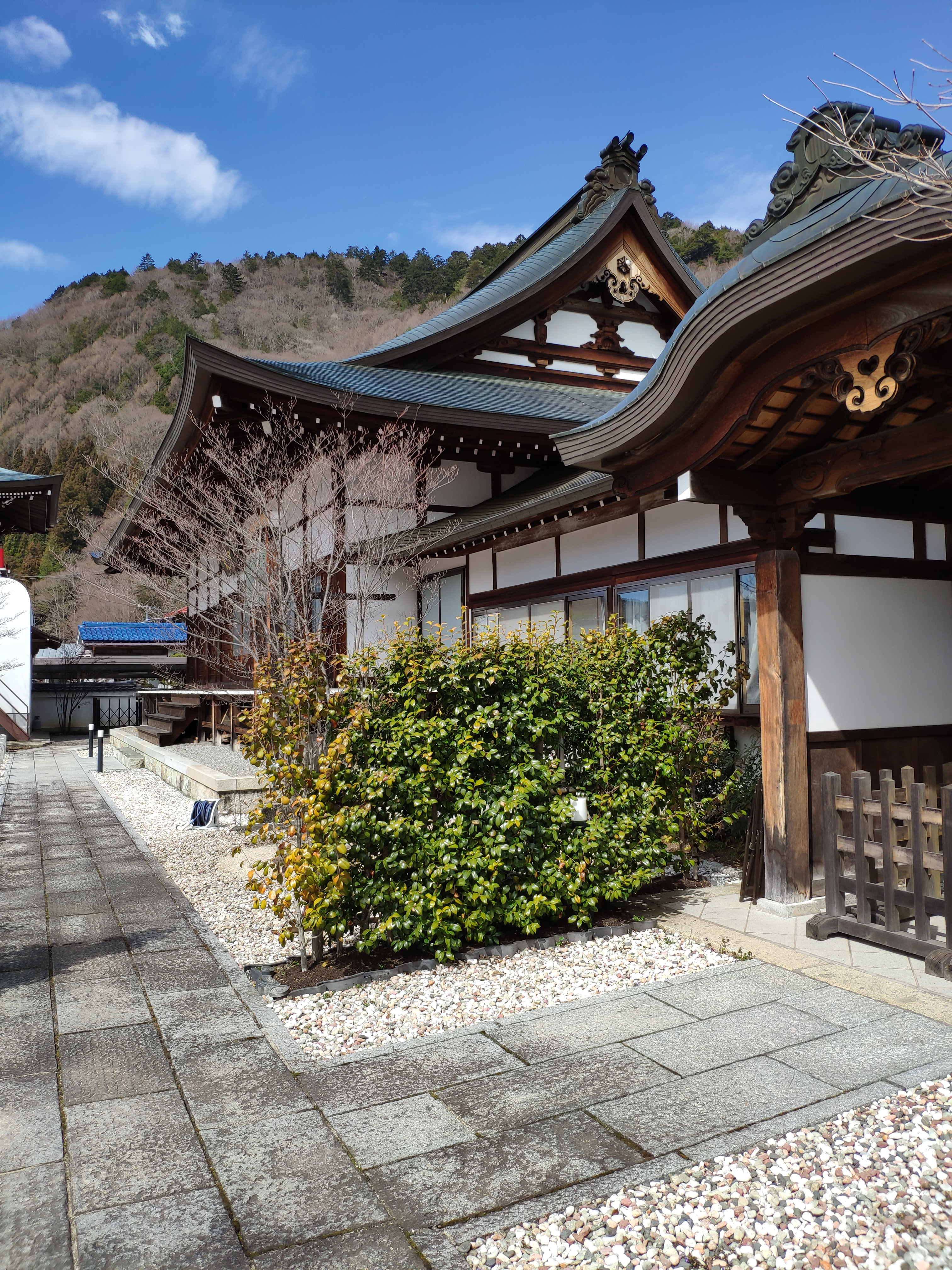
Le temple Chofukuji (長福寺)
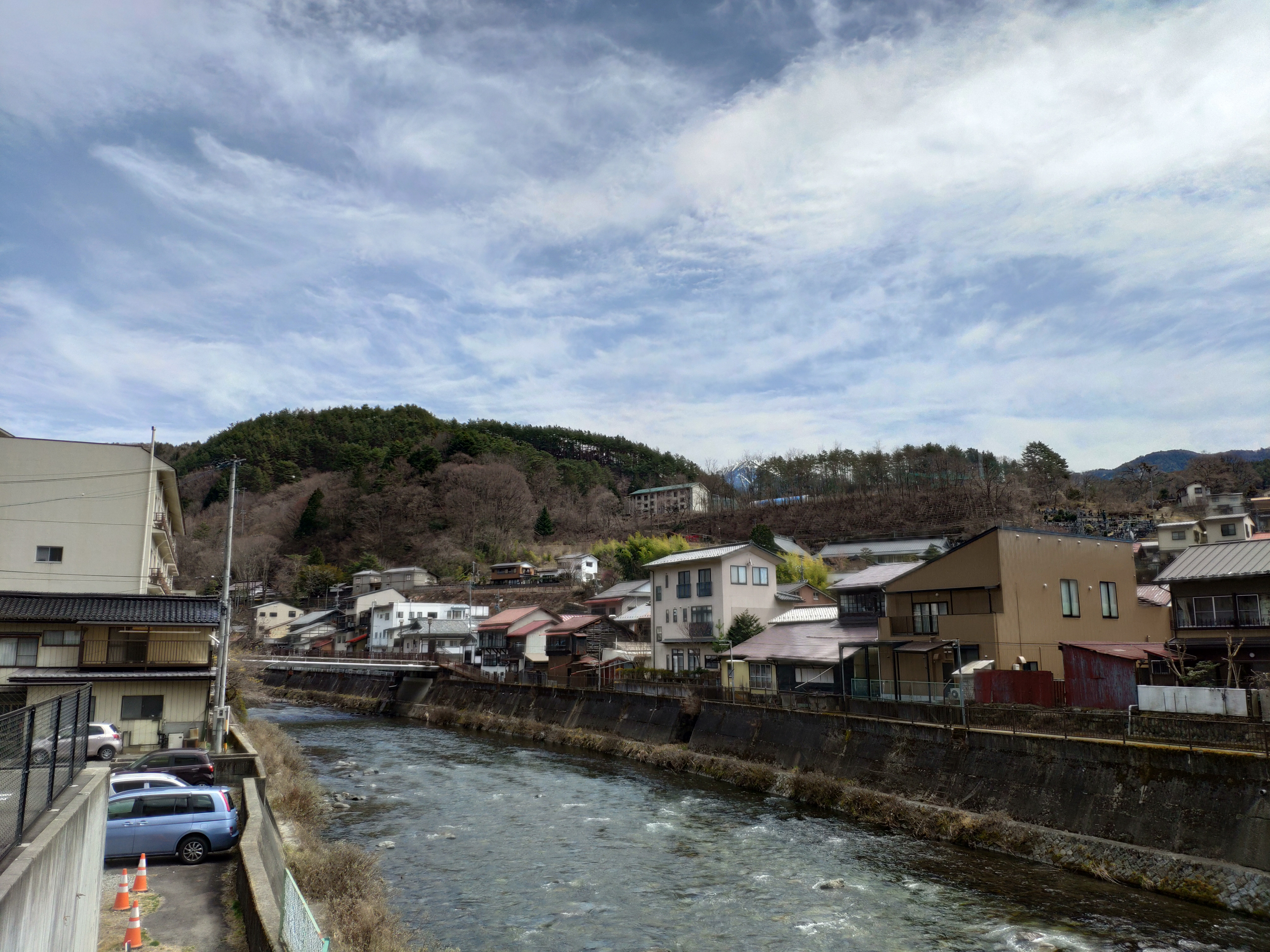
La rivière Kiso traversant Kiso Fukushima
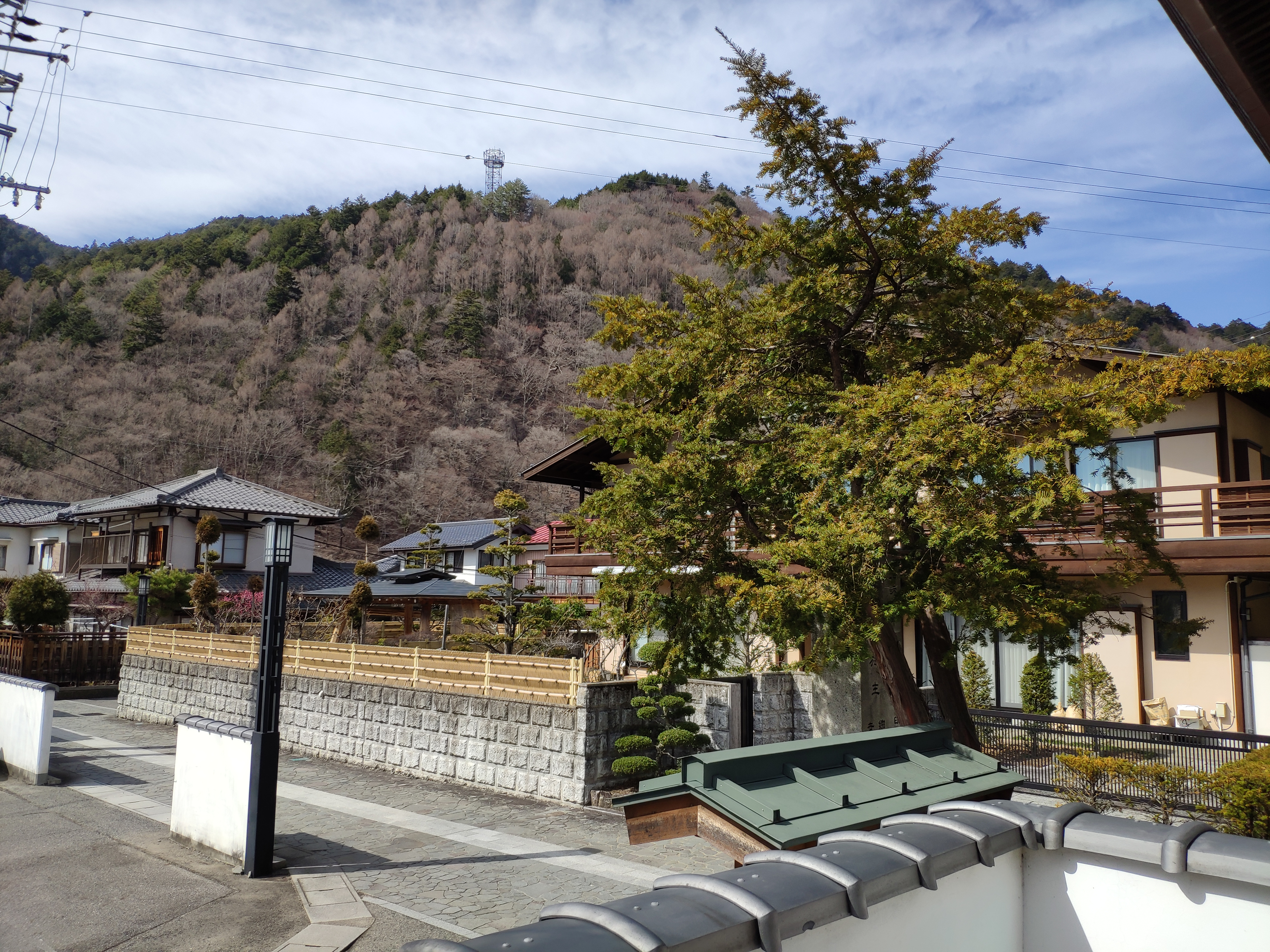
Rue du village
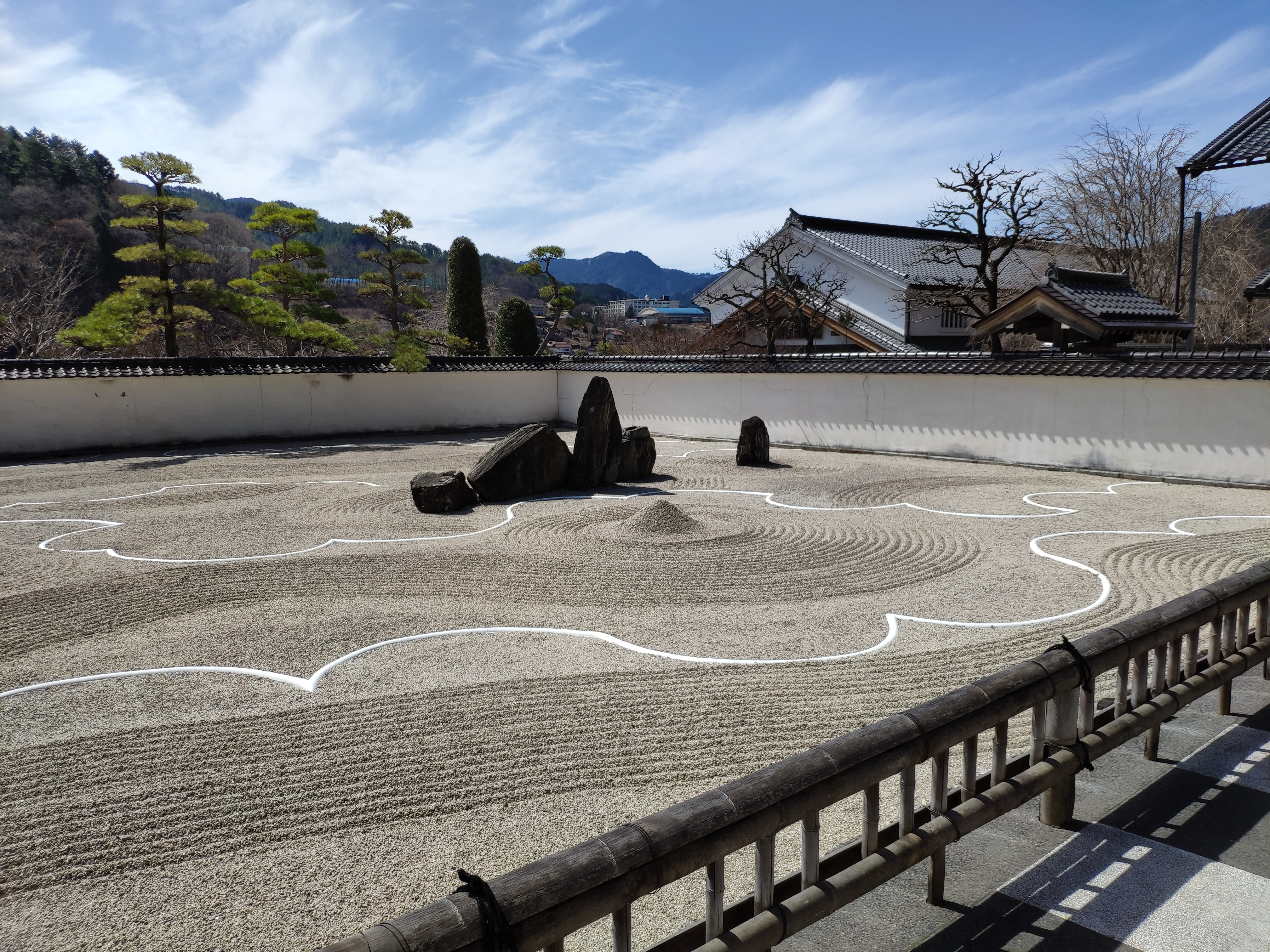
Le jardin sec du Kōzen-ji